# Buchara

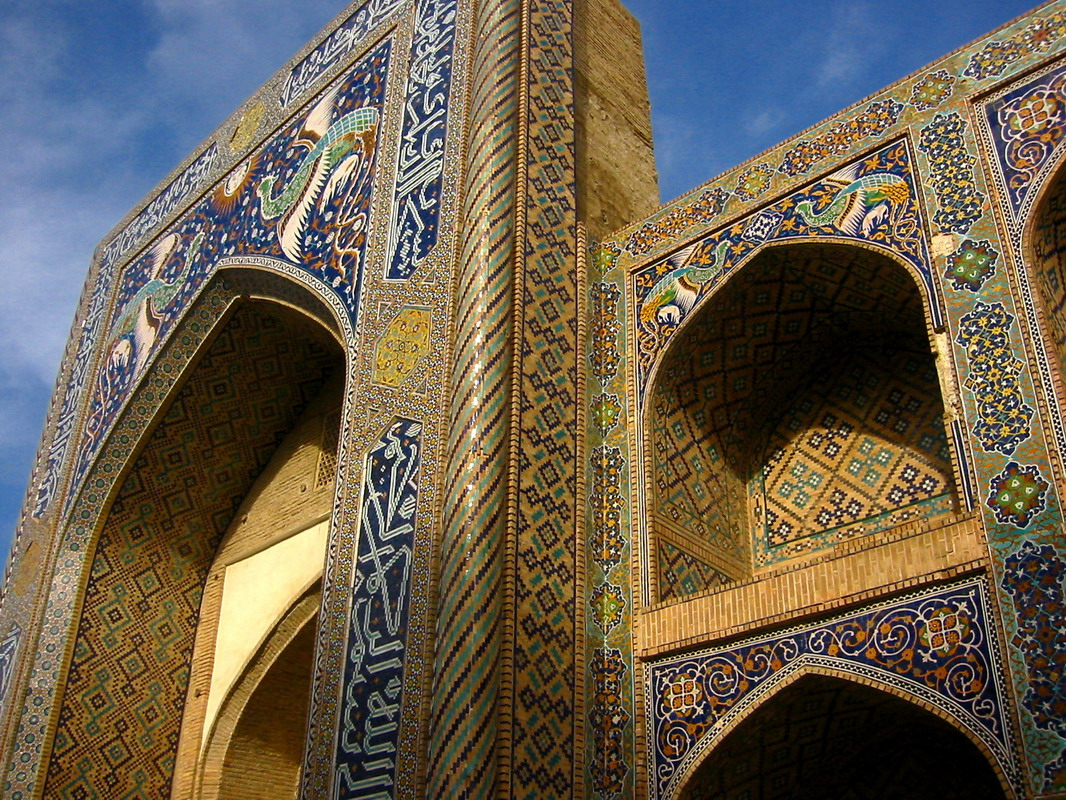
Portal medresy Diwana Begiego

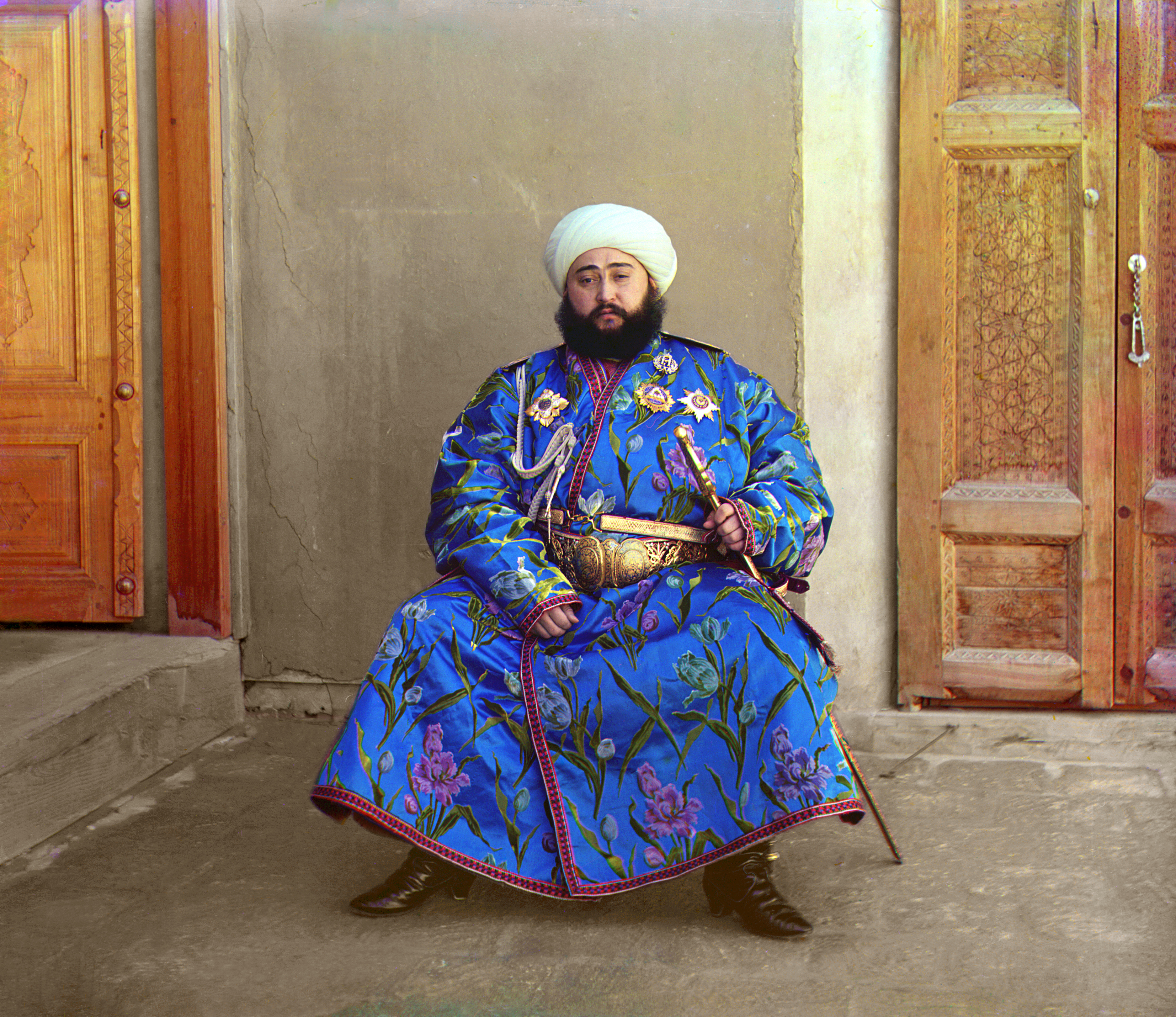
Muhammed Alim Chan, ostatni emir Buchary. Zdjęcie wykonane w 1911 roku przez Siergieja Prokudina-Gorskiego.

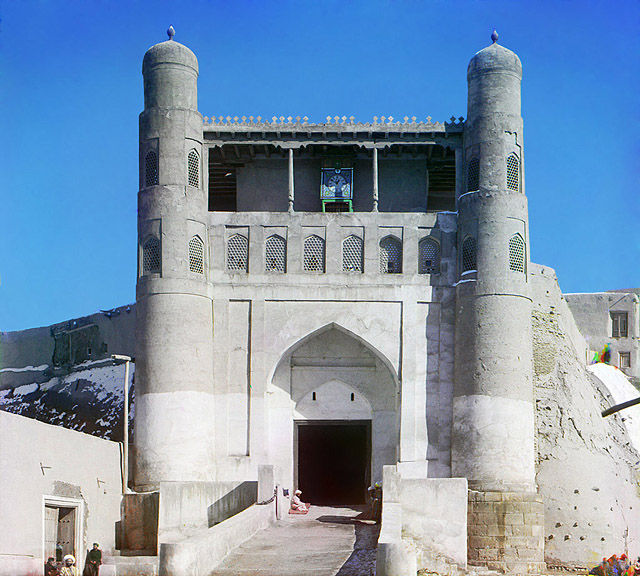
Cytadela – wejście

Buchara (uzb. Buxoro) – miasto w Uzbekistanie, stolica wilajetu bucharskiego, w dolinie rzeki Zarafszan.
Buchara leży w rejonie eksploatacji bogatych złóż gazu ziemnego (Gazli); przemysł m.in. futrzarski (karakuły), jedwabniczy, spożywczy (w tym winiarski), oczyszczalnie bawełny; rzemiosło artystyczne (słynne bucharskie dywany). Ośrodek turystyczny o międzynarodowym znaczeniu i naukowy (szkoły wyższe). Węzeł komunikacyjny (port lotniczy).

## Historia
Założone około I wieku, w VI–VII wieku sogdiańskie miasto Numidżket. W VIII–IX wieku duży arabski ośrodek handlu na szlaku karawanowym z Azji Środkowej do Europy. Od końca IX wieku stolica Samanidów, ognisko kultury nowoperskiej (działalność medyczna i filozoficzna Awicenny, poetów Rudakiego i Ferdousiego). W 999 zdobyta przez Turków. Zniszczona w 1220 przez Czyngis-chana, a w 1370 zdobyta przez Timura. Od połowy XVI wieku stolica mongolskiego chanatu bucharskiego, następnie emiratu pozostającego pod protektoratem rosyjskim. Od 1920 stolica Bucharskiej Ludowej Republiki Radzieckiej, a od 1924 włączona do Uzbeckiej SRR.

## Zabytki
Stare miasto Buchary jest jednym z najcenniejszych zespołów architektury islamu w Azji Środkowej i obejmuje ok. 140 obiektów.
- cytadela Ark, ruiny murów obronnych
- Mauzoleum Samanidów z IX–X wieku; budowla w postaci sześcianu zwieńczonego kopułą i małymi kopułami na rogach wyróżnia się dekoracją ścian z wypalanych cegieł ułożonych w ozdobne wątki (najstarsze zachowane mauzoleum muzułmańskie w Azji Środkowej)
- zespół architektoniczny Po’i Kalon obejmujący:
  - minaret Kalon (dosł. Wielki) z 1127 o wysokości 46 m, wzniesiony jednocześnie z niezachowanym do dziś meczetem piątkowym
  - meczet piątkowy Kalon zbudowany w XV wieku za panowania Timurydów, zapewne na ruinach wcześniejszego meczetu z XII wieku
  - medresę Mir-i Arab z XVI wieku, wznoszącą się naprzeciw meczetu Kalon
- meczet Magoki Attari z XII–XVI wieku (najstarszy zachowany w Azji Środkowej)
- medresy: Ułun Bega z lat 1417–1418 (najstarsza zachowana w Azji Środkowej), Madar-i Chan, Abd Allah Chan, Abd al-Aziz Chana – z XVI–XVII w.
- kompleks budowli Lab-i Hauz (dosł. Nad Stawem) skupiony wokół zbiornika wodnego, obejmujący:
  - medresę Kukaltasz
  - medresę Diwana Begiego (pierwotnie miał być to karawanseraj, jednak przybyły na inaugurację emir podziękował fundatorowi, mówiąc: „Dziękuję ci za tę wspaniałą medresę”)
  - chanakę Diwana Begiego
- inne kompleksy budowli: Bala Hauz, Czor Bakr z XVI wieku
- hale targowe z XVI wieku

Zabytkowe centrum Buchary zostało wpisane w 1993 roku na Listę światowego dziedzictwa UNESCO.

## Miasta partnerskie
- Słupsk
- Lahaur
- Santa Fe
- Rueil-Malmaison
- Kordoba
- Malatya